# Ronnie Bucknum
Ronnie Bucknum (Alhambra, 5 de abril de 1936 – San Luis Obispo, 23 de abril de 1992) foi um automobilista norte-americano de Fórmula 1.

## Carreira

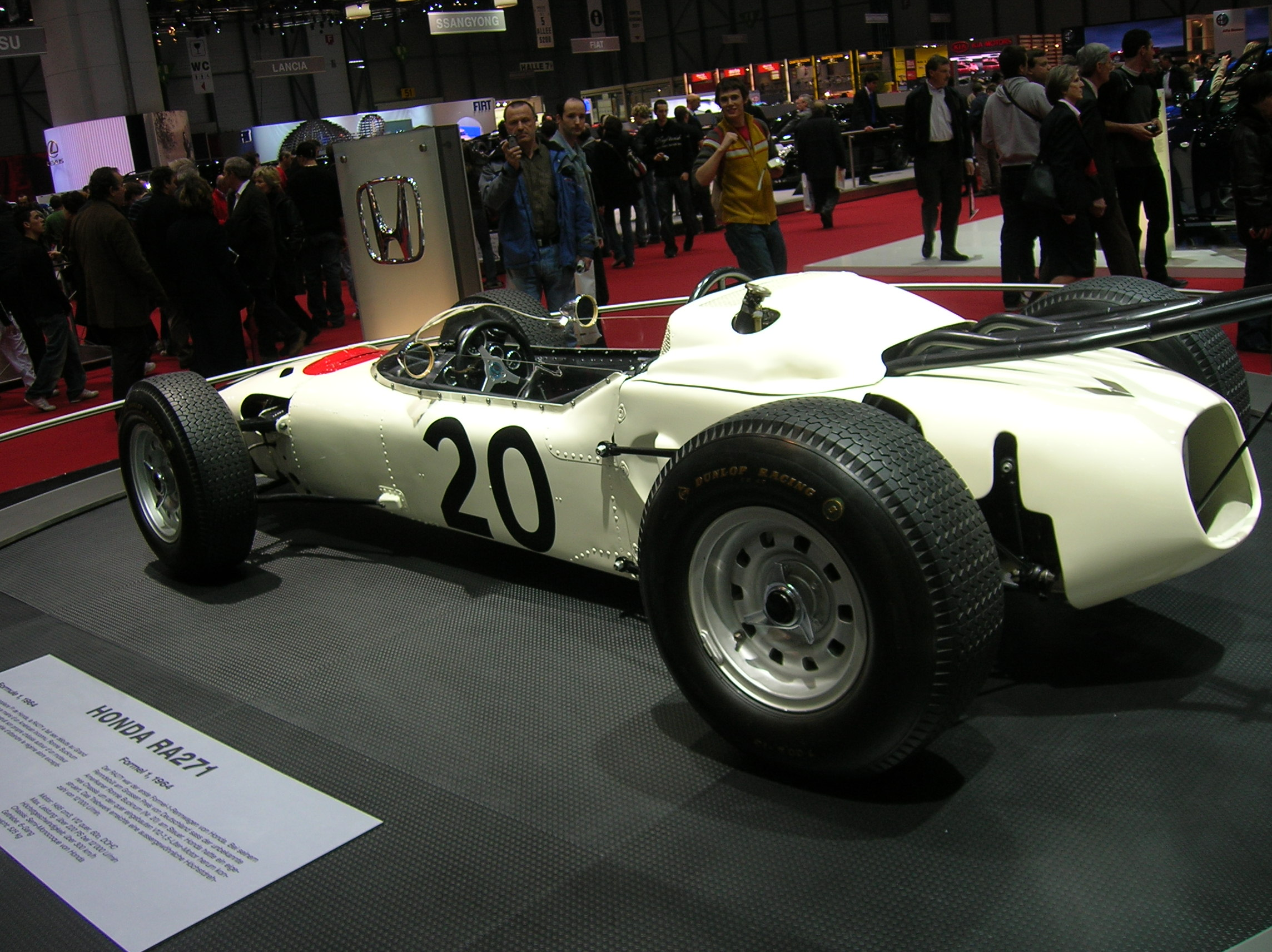
O Honda RA271, carro utilizado por Bucknum em 1964.

Bucknum disputou onze provas da F-1 entre 1964 e 1966, conquistando um 5º lugar no GP do México de 1965.
Os dois pontos que conquistou na etapa de Hermanos Rodríguez foram os únicos pontos de Bucknum na categoria. 
Após deixar a F-1, Bucknum correu na USAC entre 1967 e 1970, disputando 23 corridas, incluindo três Indy 500 (1968, 1969 e 1970). Disse adeus às pistas em 1975.
Era pai de Jeff Bucknum, que correu na IRL e na American Le Mans Series. Ronnie morreu em San Luis Obispo, cidade próxima a Los Angeles, em decorrência da diabetes. Ele tinha 56 anos.